# Ahmed Huszejn es-Sar
Ahmed Huszejn es-Sar (arabul: أحمد حسين الشرع, Aḥmad Ḥusayn aš-Šar), ismertebb nevén Abu Muhammad el-Dzsúláni (arabul: أبو محمد الجولاني, Abū Muḥammad al-Jawlānī) (Rijád, 1982. október 29. –) szíriai militáns vezető, 2017 óta a Tahrír as-Sám politikai és félkatonai szunnita iszlám szervezet második emírje. Szaúd-Arábiában született szíriai száműzöttek gyermekeként, családja az 1980-as évek végén tért vissza Szíriába. Mielőtt 2016-ban megszakította kapcsolatait az al-Kaidával, Dzsauláni az al-Kaida egykori szíriai ágának, az an-Nuszra Frontnak volt a vezetője.
Az al-Kaidával való szakítása után es-Sar nemzetközi legitimitásra törekedett azzal, hogy a globális dzsihadista célok helyett a szíriai ügyekre összpontosított. Csoportja kormányzatot hozott létre az általa ellenőrzött területen, ahol adót szedtek be, közszolgáltatásokat nyújtottak és személyi igazolványokat adtak ki a lakosoknak, bár a tekintélyelvű módszerek és a kritikusok elhallgattatása miatt bírálták. Az Egyesült Államok külügyminisztériuma 2013 májusában a „Speciálisan Megjelölt Globális Terroristák” közé sorolta es-Sart, négy évvel később pedig 10 millió dolláros nyomravezetői díjat ajánlott az elfogásához vezető információkért. A felajánlott díjat 2024 decemberében visszavonták, miután találkozott egy amerikai küldöttséggel.
Az "el-Dzsúlání" felvett név a szíriai Golán-fennsíkra utal, melynek nagyobb része Izrael által megszállt terület az 1967-es hatnapos háború óta. es-Sar 2014. szeptember 28-án nyilatkozatot adott ki, amelyben kijelentette, hogy harcolni fog az "Egyesült Államok és szövetségesei" ellen, és felszólította harcosait, hogy ne fogadják el a nyugati segítséget az Iszlám Állam elleni harcukban. Az utóbbi években azonban mérsékeltebb képet mutatott magáról, ami azt sugallja, nem áll szándékában a nyugati nemzetek elleni háború, és megfogadta, hogy megvédi a kisebbségeket.

## Ifjúkora

### Családi háttér
Ahmed Husszein családja a szíriai Golán-fennsíkról származott. A családot 1967-ben költöztették ki, miután a hatnapos háború során izraeli megszállta e területeket. Dzsauláni apja, Husszein al-Sár'a a szíriai nasszeristák arab nacionalista diákaktivistája volt. A szíriai neo-baaszisták bebörtönözték az 1961-es és 1963-as államcsínyt követően elindított nasszerista tisztogatások során, amelyek szétverték az Egyesült Arab Köztársaságot, és hatalomra juttatták az arab szocialista Baasz pártot.
Dzsauláni apja később megszökött a börtönből, hogy 1971-ben Irakban fejezze be felsőfokú tanulmányait. Ebben az időszakban Jordániába utazott, hogy együttműködjön a Palesztinai Felszabadítási Szervezettel. Miután az 1970-es években visszatért Szíriába - amely akkor Hafez el-Assad perszonalista diktatúrája volt - Dzsauláni apja ismét börtönbe került. Később szabadon engedték, és Szaúd-Arábiában kapott menedékjogot.
A paraszti hátterű Husszein al-Shar'a, aki a bagdadi egyetemen végzett közgazdászként, a szaúdi olajiparban dolgozott, és számos könyvet adott ki arabul arról, hogy a természeti erőforrások, például az olaj hogyan járulhatnak hozzá az arab világ fejlődéséhez, felgyorsítja a régió gazdasági integrációját, és hogy a gazdasági többlet milyen módon fektethető be olyan kulcsfontosságú ágazatokba, mint az oktatás, a mezőgazdaság és a katonaság.

### Fiatalkori évei Szíriában
Es-Sar 1982-ben született a szaúd-arábiai Rijádban, ahol apja olajmérnökként dolgozott 1989-ig. Abban az évben az es-Sar család visszatért Szíriába, ő pedig Damaszkusz Mezzeh negyedének keleti villáiban nőtt fel és élt egészen 2003-as Irakba költözéséig.
Szíriai éveiben es-Sar egy városi középosztálybeli családban nőtt fel, édesanyja tanár volt, apja pedig Mahmúd al-Zoubi miniszterelnök olajipari tanácsadója volt. Es-Sart úgy írták le, mint manipulatív, intelligens, introvertált, jó megjelenésű és egy alavita lánnyal ápol érzelmi kapcsolatot, amelyet mindkét család elutasítana.

## Katonai és politikai karrier

### Iraki háború

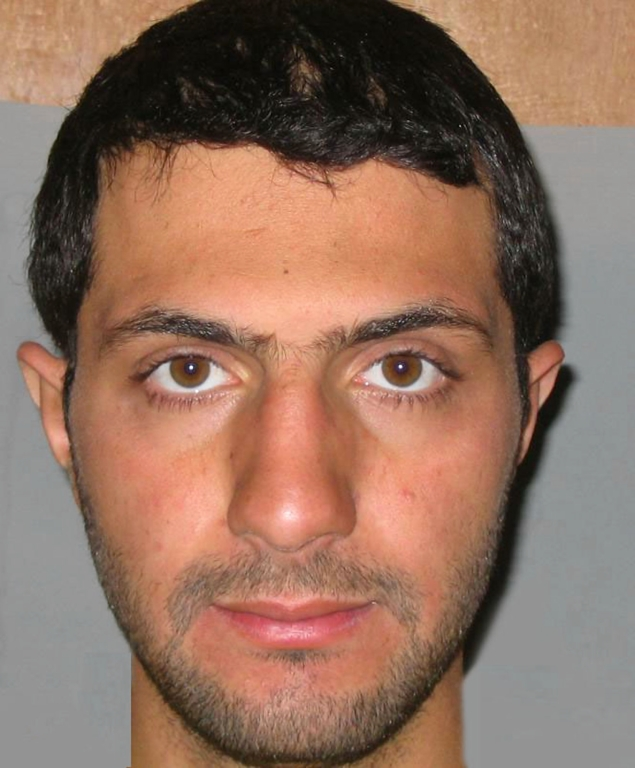
Fénykép es-Sarról, miután 2006-ban elfogták az amerikai erők Irakban

A Frontline-nak adott 2021-es interjúja szerint es-Sar kijelentette, hogy 2000-ben a második intifáda idején radikalizálódott, amikor 17 vagy 18 éves volt. „Elkezdtem azon gondolkodni, hogyan tudnám teljesíteni a feladataimat, megvédeni a megszállók által elnyomott népet” – mondta.
A 2001. szeptember 11-i támadások után es-Sar néhány héttel a 2003-as iraki háború előtt busszal utazott Damaszkuszból Bagdadba, ahol gyorsan felemelkedett az Iraki Al-Kaida (AQI) soraiban. A Times of Israel újság azt állította, hogy es-Sar közeli munkatársa volt az AQI vezetőjének, Abu Musab al-Zarqawinak.
A Frontline-nak adott 2021-es interjújában azonban es-Sar tagadta, hogy valaha is találkozott volna al-Zarqawival, és azt állította, hogy csak az al-Kaida alatt szolgált gyalogosként Irakban az amerikai megszállás ellen. Az iraki polgárháború 2006-os kitörése előtt es-Sart az amerikai erők letartóztatták, és több mint öt évre bebörtönözték, különböző létesítményekben tartották fogva, köztük Abu Ghraibban, Camp Buccában, Camp Cropperben és az al-Tajji börtönben.

### Szíriai polgárháború

#### Szíriai felkelés és az an-Nuszra megalapítása
A 2011-es szíriai polgárháborúval egy időben történő börtönből való kiszabadulása után es-Sar jelentős pénzügyi támogatással a birtokában Szíriába ment. Az al-Kaida iraki vezetésével fennálló feszültségek ellenére es-Sar megállapodást kötött Abu Bakr al-Bagdadival az al-Kaida szíriai ágának, Dzsabhat an-Nuszrának a létrehozásáról. A csoport 2013-ig szövetségben állt az Iszlám Állam iraki ágával. Idővel es-Sar kezdett elhatárolódni a transznacionális dzsihadista ideológiától, és egyre inkább szír nacionalista irányba fordult el.
Az Iszlám Állam kezdetben harcosokat, fegyvereket és forrást biztosított es-Sarnak az al-Kaida szíriai ágának létrehozásához. Es-Sar ezeket a terveket az Iszlám Állam iraki ágának vezetőivel együtt valósította meg, a börtönből való szabadulása után.
Es-Sar 2012 januárjában hivatalosan is az an-Nuszra Emírje lett. Az év decemberében az Egyesült Államok külügyminisztériuma terrorista szervezetnek minősítette a Jabhat al-Nusra-t, és az iraki Al-Kaida (más néven Iszlám Állam) álneveként azonosította. es-Sar vezetése alatt az An-Nuszra Szíria egyik legerősebb terroristacsoportja lett.

#### Konfliktus az ISIL-lel
Es-Sar 2013 áprilisában került előtérbe, amikor elutasította al-Bagdadi azon kísérletét, hogy az An-Nuszrát az Iszlám Államba olvasztja be, ezzel létrehozván az Iraki és Levantei Iszlám Állam (ISIL) nevű terrorszervezetet. A javasolt egyesülés megszüntette volna az Al-Nuszra autonómiáját, minden vezetőjét Abu Bakr al-Bagdadi közvetlen irányítása alá helyezte volna. Az an-Nuszra függetlenségének megőrzése érdekében es-Sar hűséget fogadott közvetlenül az al-Kaida vezetőjének, Ajman al-Zavahirinek, aki támogatta es-Sar függetlenségi törekvését.
Az An-Nuszra csatlakozott az al-Kaidához, ám al-Bagdadi folytatni kívánta a két terrorista csoport egyesítését, ami fegyveres összecsapásokhoz vezetett az an-Nuszra Front és az ISIL között Szíria területén.

#### Az an-Nuszra újjáéledése
2015 májusának végén, a szíriai polgárháború idején es-Sar arcát elrejtve interjút adott az Al Jazeera katari hírtelevíziónak. A genfi békekonferenciát bohózatnak minősítette, és azt állította, hogy a Nyugat által támogatott Szíriai Nemzeti Koalíció nem képviseli a szíriai népet, és nincs szárazföldi jelenléte Szíriában. Es-Sar megemlítette, hogy az an-Nuszrának nem áll szándékában nyugati célpontok megtámadása, és elsődleges célja az el-Aszad szíriai kormány, a Hezbollah, valamint az Iraki és Levantei Iszlám Állam elleni harc.
Amikor az al-Nuszra a háború utáni Szíriával kapcsolatos terveiről kérdezték, es-Sar kijelentette, hogy a háború befejezése után az ország összes frakciójával konzultálni fognak, mielőtt bárki "iszlám állam létrehozását" fontolgatja. Azt is megemlítette, hogy az an-Nuszra nem veszi célba az ország alavita kisebbségét, annak ellenére, hogy azok támogatják az Aszad-rezsimet. "A mi háborúnk nem az alaviták elleni bosszú, annak ellenére, hogy az iszlámban eretnekeknek tartják őket." Az interjúhoz fűzött kommentár azonban kijelenti, hogy es-Sar azt is hozzátette, hogy az alaviták magukra maradnak mindaddig, amíg fel nem hagynak hitük olyan elemeivel, amelyek ellentmondanak az iszlámnak.

#### Jabhat Fateh al-Sham
2016. július 28-án es-Sar egy videóüzenetben bejelentette, hogy a Dzsabhat al-Núszra nevet Jabha t Fateh al-Sham-ra (Szíria meghódításának frontja) fogja átnevezni. Bejelentésében es-Sar kijelentette, hogy az átkeresztelt csoport "semmilyen külső entitással nem állt kapcsolatban". Míg egyes elemzők ezt az Al-Kaidától való szakításként értelmezték, es-Sar nem említette kifejezetten a szervezetet, és nem vonta vissza Ajman al-Zavahirinek tett hűségesküjét sem.

#### A Tahrir al-Sham (HTS) megalakulása
2017. január 28-án es-Sar bejelentette a Jabhat al-Fath al-Sham feloszlatását és egy nagyobb szír iszlamista szervezettel, a Hayat Tahrir Al Sham-mel ("A Levante Felszabadításáért Mozgalom" vagy HTS) való egyesülését. Az Egyesült Államok szíriai nagykövetsége kijelentette, hogy "A HTS magja az an-Núszra, egy terrorista szervezet. Ez a megjelölés attól függetlenül érvényes, hogy milyen nevet használ, vagy milyen csoportok olvadnak bele." A nagykövetség úgy jellemezte a HTS megalakulását, mint a „szíriai forradalom eltérítésére” irányuló kísérletet, nem pedig a mérséklődés irányába tett lépést.
Ennek ellenére a HTS prioritásként kezelte az Al-Kaida és az ISIS elleni küzdelmet. A HTS sikeresen legyőzte az ISIS-t, az Al-Kaidát és a legtöbb ellentétes erőt a területén, ellenőrzését kiterjesztette Idlib kormányzóság nagy részére.

#### Idlibi kormányzás

Katonai helyzet az ellenzéki offenzívák előtt 2024 végén.
Tahrir al-Sham (fehér) és a szíriai kormány (piros) birtokában lévő területek.

Es-Sar kormányzása alatt Idlib jelentős fejlődésen ment keresztül, és Szíria leggyorsabban növekvő régiójává vált annak ellenére, hogy történelmileg a legszegényebb tartománya volt. A környéken új luxus bevásárlóközpontok, lakótelepek épültek, valamint éjjel-nappali áramszolgáltatás létesült. Az oktatási létesítmények közé tartozik egy 18.000 hallgatóval rendelkező egyetem is. Kormányzatát azonban bírálat érte adópolitikája miatt, ideértve a Törökországból származó árukra kivetett vámot és a csempészett áruk ellenőrzőponti díjait, valamint a török líra leértékelődésének gazdasági hatását, amely ezen régió leginkább használt valutája volt.
2024. márciusában Idlib kormányzóságban széleskörű tiltakozások törtek ki es-Sar uralma ellen, a demonstrálók az „ Iszkát al-Jolani ” („Le Dzsaulánival”) szlogent skandálták, ami az Aszad-rezsim elleni korábbi tiltakozásokra emlékeztetett. Több mint egy hónapon keresztül tiltakozók százai, néha ezrei tüntettek Idlib településein.
A zavargásokra reagálva es-Sar több engedményt is tett. Több száz foglyot engedett el, köztük volt helyettesét, Abu Maria al-Qahtanit, akit 300 másik emberrel együtt tartóztattak a tisztogatások során. Helyi választásokat és a lakóhelyüket elhagyni kényszerült emberek számára munkahelyteremtést ígért.
Törökország, amely korábban segített stabilizálni a tartományt azáltal, hogy csatlakoztatta azt elektromos hálózatához, és lehetővé tette az építőanyagok szabad bejutását, egyre jobban aggódott es-Sar befolyása miatt. Válaszul visszafogta az Idlib felé tartó kereskedelmet, ami hatással volt a HTS bevételére. A jelentések szerint es-Sar kétszer kísérelte meg más, török fennhatóság alatt álló területek elfoglalását Szíria északi részén.

#### Lázadók hatalomátvétele (2024. november–december)

A szíriai ellenzék offenzívája, amely 11 nap alatt megdöntötte Aszad rezsimjét

2024. novemberének végén es-Sar vezette a HTS-t az Aszad-párti Szíriai Arab Hadsereg elleni Agresszió elleni támadásban.
Aleppó elfoglalása során es-Sar utasította erőit, hogy ne "ijesszék meg a gyerekeket", a HTS kommunikációs csatornáin pedig felvételeket sugároztak a városban élő keresztényekről, akik folytatják szokásos életüket. Afram Ma'lui érsek kijelentette, hogy a hívőket nem érintik a vezetésbeli változások. Miután a rezsim erőit kiűzték a városból, es-Sar kijelentette, hogy "a sokszínűség erősség". A HTS gyorsan létrehozta a közigazgatási szerveket, hogy helyreállítsák az alapvető szolgáltatásokat, beleértve a szemétszállítást, az áramot- és a ivóvízszolgáltatást. A csoport általános Zakat Bizottsága megkezdte a sürgősségi kenyérkészletek szétosztását, míg a Gabonakereskedelmi és Feldolgozó Általános Szervezet üzemanyaggal látta el a helyi pékségeket. A Fejlesztési és Humanitárius Ügyek Minisztériuma arról számolt be, hogy az „Együtt visszatérünk” elnevezésű kampány keretében 65.000 vekni kenyeret szállítottak ki.
December 6-án a CNN-nek adott interjújában es-Sar kijelentette, hogy az offenzíva célja Aszad eltávolítása a hatalomból, valamint ígéretet tett a kisebbségi csoportok védelmére. Dareen Khalifa, az International Crisis Group munkatársa szerint es-Sar fontolóra vette a HTS feloszlatását a polgári és katonai kormányzási struktúrák megerősítése érdekében. Kifejezte azon szándékát is, hogy megkönnyítse a szíriai menekültek hazatérését.
December 8-án Mohammad Ghazi al-Dzsaláli szír miniszterelnök bejelentette, hogy a szíriai kormány átadja a hatalmat egy új választott kormánynak, miután el-Aszad távozott Damaszkuszból, es-Sar pedig bejelentette továbbá, hogy al-Dzsaláli „felügyeli az államot intézmények átadásáig”. Al-Dzsaláli később megjegyezte az Al Arabiának, hogy es-Sar a bejelentés előtt kapcsolatba lépett vele, hogy megvitassák az átadás-átvételi folyamatot. 2024. december 20-án, a HTS tisztviselői és az amerikai diplomaták damaszkuszi találkozóit követően az Egyesült Államok visszavonta az es-Sar letartóztatásáért korábban felajánlott 10 millió dolláros jutalmat.

## Fordítás
Ez a szócikk részben vagy egészben  az   Ahmed al-Sharaa című angol Wikipédia-szócikk ezen változatának fordításán alapul.  Az eredeti cikk szerkesztőit annak laptörténete sorolja fel. Ez a jelzés csupán a megfogalmazás eredetét és a szerzői jogokat jelzi, nem szolgál a cikkben szereplő információk forrásmegjelöléseként.